# Fei Fei Sun
Sun Feifei (20 de marzo de 1989), conocida comúnmente como Fei Fei Sun, es una modelo china. Está posicionada como una de las New Supers por models.com. El director de casting de Ashley Brokaw declaró que Fei Fei es "una belleza excepcional." Es portavoz de la marca de cosméticos Estée Lauder.

## Primeros años y educación
Sun nació en Weifang, Shandong, China. Fue descubierta y se preparó como modelo cuando era pequeña, pero no comenzò. Sun asistió a la Universidad de Suzhou, en diseño.

## Carrera y éxito

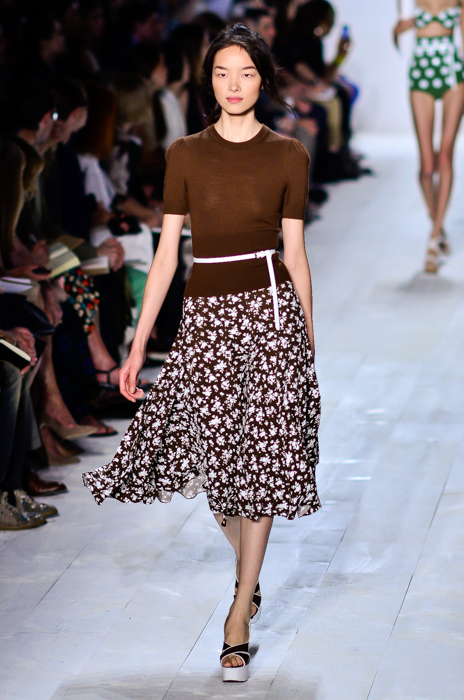
Fei Fei Sun en 2014.

Sun comenzó a modelar en 2008 cuando representó a China en Elite Model Look, uno de los concursos más importantes en la industria de la moda. Ganó el concurso en China y se quedó con el tercer puesto en la competición internacional. Hizo su debut en la London Fashion Week en febrero de 2010, desfilando para Christopher Kane. En diciembre de 2009, fue elegida por Karl Lagerfeld para desfilar en el desfile de Chanel de París-Shanghái. Desde entonces ha desfilado para Jil Sander, Dries Van Noten, Céline, Hermès, Miu Miu, Prada, Valentino, Christian Dior, entre otros.
En enero de 2011, Sun apareció en un editorial de Vogue Italia, The Power of Glamour, fotografiada por Steven Meisel. Más tarde, Meisel la contrató para Vogue Estados Unidos, V y W, entre otras. En enero de 2013, Sun se convirtió en la primera modelo de ascendencia asiática en aparecer en la portada de Vogue Italia. En 2014, figuró en la portada de Vogue Estados Unidos junto a otras 8 modelos, convirtiéndose en la primera modelo asiática en hacerlo. Ha sido la chica de portada de Vogue China, Vogue Japón e i-D y ha aparecido en editoriales de Vogue Paris, British Vogue y Vogue (Estados Unidos) entre otras.
Su primera gran campaña fue para Dsquared2 primavera/verano 2011. Desde entonces ha sido el rostro de Prada, Louis Vuitton, Lane Crawford, Calvin Klein, Chanel Beauty, Giorgio Armani Beauty (3 temporadas seguidas), CK Calvin Klein beauty, Barneys New York, Diesel, DKNY Be Delicious fragrance, H&M, Prada, Christian Dior y Chanel Relojes. En primavera de 2012, Sun se convirtió en el primer rostro asiático de Valentino.
En septiembre de 2014, Sun figuró en el Top 50 de modelos en models.com.
Reapareció en la portada de Vogue Italia de septiembre de 2014. Continúa desfilando para grandes diseñadores como Alexander Wang, Prada, Valentino, Jil Sander, Christian Dior, Balenciaga, Givenchy, Chanel, entre otros.
En junio de 2015, Fei Fei hizo una tercera aparición en la portada de Vogue Italia.
En 2016, Models.com la posicionó como un Icono de la Industria - un título reservado para modelos con una gran carrera y longevidad en el modelaje.
Protagonizó la campaña de Primavera 2017 de Valentino además de las de Theory, Tory Burch y Massimo Dutti.
En 2017, Models.com consolidó a Sun como una "New Super".
En junio de 2018, Fei Fei fue portada de Allure junto a Fernanda Ly y Soo Joo Park.